# Kepler-105c
Kepler-105c es uno de los dos planetas extrasolares que orbitan la estrella Kepler-105. Fue descubierta por el método de tránsito astronómico en el año 2014. Kepler-105c ha sido descubierto por el telescopio espacial Kepler y fue clasificado inicialmente como candidato a planeta. Un nuevo análisis estadístico dirigido por un equipo del Centro de Investigación Ames de la NASA ha validado el planeta con más del 99 por ciento de confianza. Aunque muchos parámetros de Kepler-105c son aún desconocidas, el objeto es muy poco probable que sea un falso positivo.